# Liste der Monuments historiques in Plougrescant
Die Liste der Monuments historiques in Plougrescant führt die Monuments historiques in der französischen Gemeinde Plougrescant auf.

## Liste der Bauwerke
| Bezeichnung                    | Beschreibung | Standort | Kennzeichnung | Schutzstatus | Datum | Bild           |
| ------------------------------ | ------------ | -------- | ------------- | ------------ | ----- | -------------- |
| Fontaine Saint-Gonéry          |              | (Lage)   | PA00089483    | Inscrit      | 1926  | weitere Bilder |
| Kapelle und Schloss Kéralio    |              | (Lage)   | PA00089482    | Inscrit      | 1966  | weitere Bilder |
| Kapelle St-Gonéry und Friedhof |              | (Lage)   | PA00089481    | Classé       | 1911  | weitere Bilder |

## Liste der Objekte

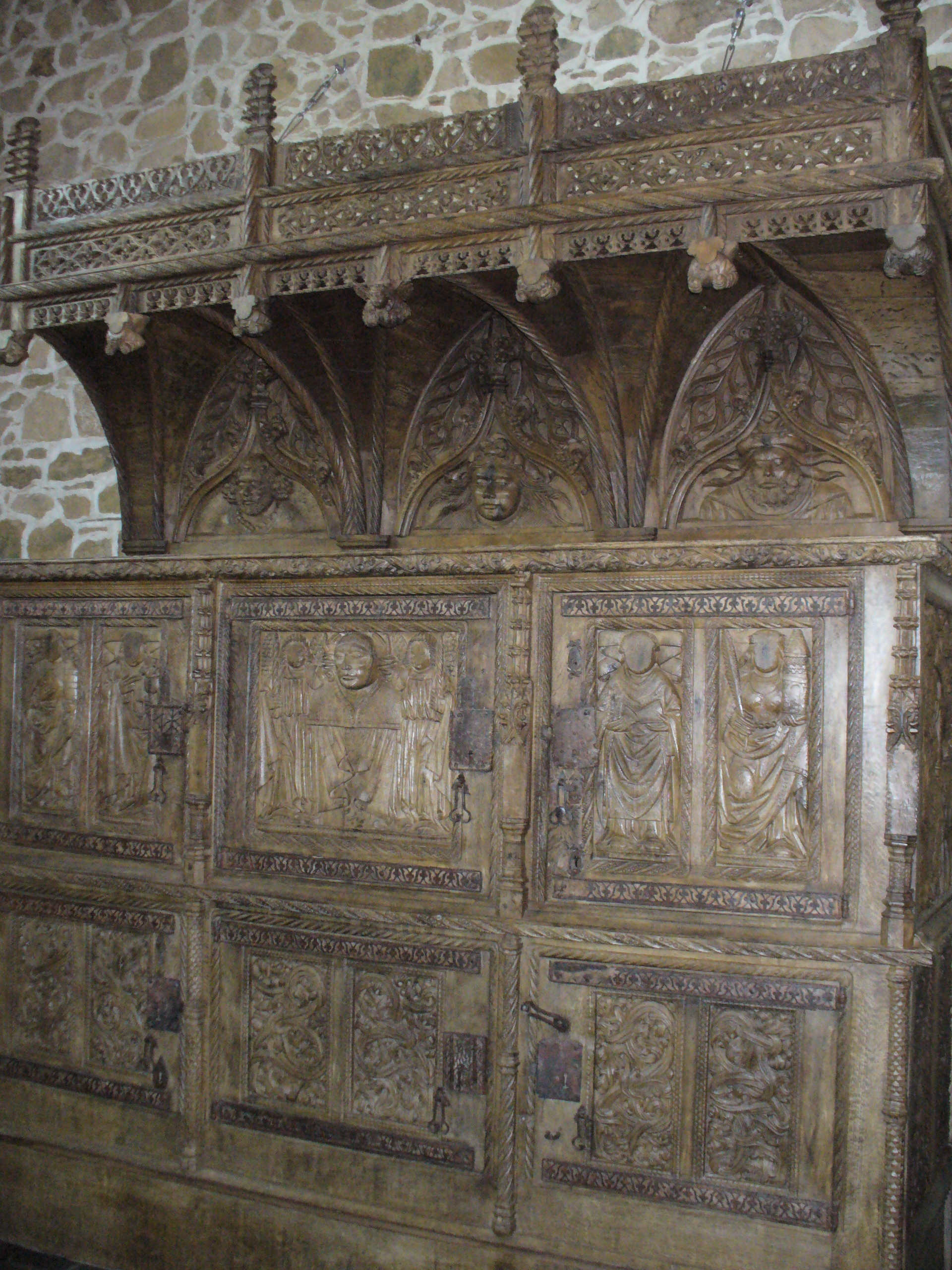
Kredenz (16. Jahrhundert) in der Kapelle St-Gonéry

- Monuments historiques (Objekte) in Plougrescant in der Base Palissy des französischen Kultusministeriums